# Heuerstelle
Eine Heuerstelle, auch Heuerstall, ist eine Arbeitsvermittlungsstelle für Seeleute.

## Einzelheiten
Bis in das frühe 20. Jahrhundert wurde die Arbeitsvermittlung der Seeleute vorwiegend durch Heuerbaase ausgeführt. Missstände in diesem Gewerbe führten um 1900 zur Einführung erster von Reedereien oder Organisationen der Seeleute betriebener Heuerstellen. In der Zeit nach dem Ersten Weltkrieg wurde die Arbeitsvermittlung unter staatlicher Aufsicht weitergeführt und schließlich in die Struktur der Arbeitsämter integriert. Neben Stellen an Bord wurden dabei auch Aushilfsarbeiten im Hafen über die Heuerstelle vermittelt. Heute gibt es in Hafenstädten wie Hamburg oder Rostock zentrale Heuerstellen, die als überregionale Fachvermittlungsstelle für Seeleute in der Agentur für Arbeit eingegliedert sind.